# 金子堅太郎
金子 堅太郎（かねこ けんたろう、嘉永6年2月4日〈1853年3月13日〉 - 1942年〈昭和17年〉5月16日）は、日本の官僚、政治家。大日本帝国憲法起草者の一人。栄典は従一位大勲位伯爵。
大日本帝国憲法、皇室典範を筆頭に近代日本の諸法典を整備した。明治の元勲として、司法大臣、農商務大臣、枢密顧問官、日本大博覧会会長、日本速記会会長、語学協会総裁、東京大博覧会会長などを歴任。後の維新史編纂会の発足に関わり、臨時帝室編修局総裁、『明治天皇紀』編纂局総裁、維新史料編纂会総裁を経て、帝室編纂局総裁。『明治天皇紀』完成の功により伯爵を叙爵。教育者としては帝国大学法科大学や慶應義塾で法学を講じ、日本法律学校（現・日本大学）初代校長、二松學舍舎長などを務めた。
日米関係に大きく貢献した。福岡藩校修猷館を経て、目賀田種太郎や相馬永胤と時を同じくアメリカに留学し、ハーバード大学ロー・スクールで法律を学ぶ。帰国後、帝国大学の初代行政法講座初代担当者となる（1886年から1888年まで）。日露戦争においては、アメリカに渡り日本の戦争遂行を有利にすべく外交交渉・外交工作を行った。ほか、日米協会や日米同志会などの会長を務めた。

## 生涯

### 誕生
嘉永6年（1853年）2月4日、福岡藩士勘定所附・金子清蔵直道の長男として、筑前国早良郡鳥飼村字四反田（現在の福岡市中央区鳥飼）に生まれる。生家については金子家を参照。幼名は徳太郎。
万延元年（1860年）より金山和蔵、次いで翌年より正木昌陽に師事し、漢学修行に入る。文久3年（1863年）1月、藩校・修猷館に学ぶ。慶応4年（1868年）4月、父・清蔵を亡くし、家督を相続するが、清蔵は1代限りの生涯士分であったため、士籍を失い銃手組に編入され、鉄砲大頭役所使番、1か月後に中番、次いで勘定所給仕となる。銃手組の株を購入、4人扶持12石を得る。明治維新後、修猷館での成績が優秀であることから永代士分に列せられ、秋月藩へ遊学を命ぜられ、さらに家老から東京遊学を命ぜられて元昌平黌中博士で松山藩大参事・藤野正啓の漢学塾に所属。

### 留学

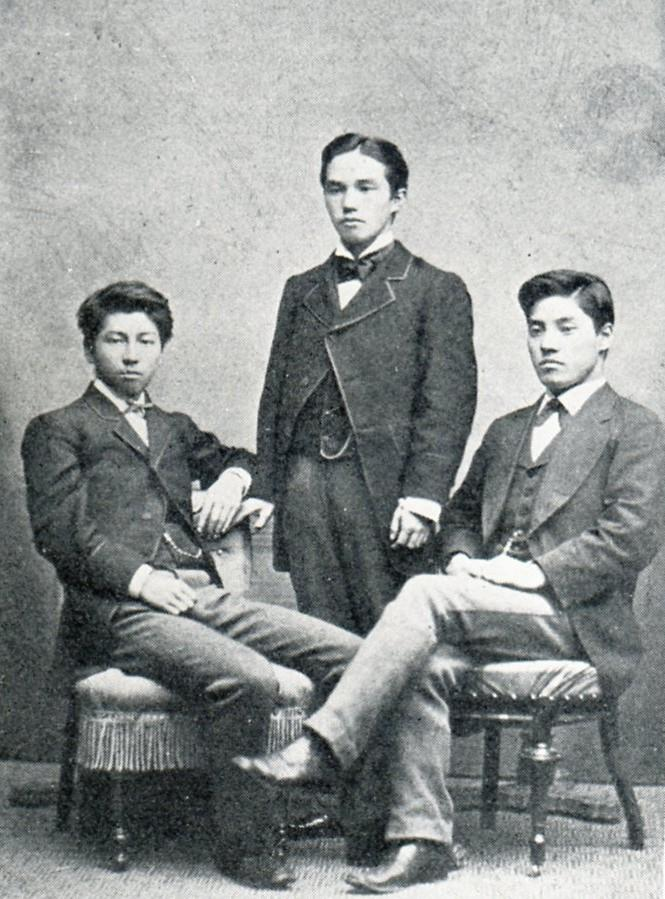
ハーバード大学在学中の金子堅太郎（中央）（親友の栗野慎一郎（右）、團琢磨（左）と）

明治4年（1871年）、岩倉使節団に同行した藩主・黒田長知の随行員となり、團琢磨とともにアメリカに留学。はじめはボストンの小学校（グラマー・スクール）に入学、飛び級で卒業し中学校（ハイスクールに）入学、中途退学後、ハーバード大学ロースクールに入学。ハーバード入学前に、ボストンの弁護士オリバー・ウェンデル・ホームズ・ジュニア（後にハーバード大学教授、連邦最高裁判事）に師事し、ヘンリー・スイフトとラスル・クレイの共同法律事務所に通い勉強する。ホームズの指示で、ブラックストンの『英法注解』、メインの『古代法』、カトルファージュの『古代都市』、モルガンの『古代社会』を読む。ハーバード入学後、小村壽太郎と同宿し勉学に励む。
在学時代、やはりホームズの指示でハミルトン、マディソン、ジェイらの『ザ・フェデラリスト』、ハラムの『英国憲法史』、ルイースの『哲学史』、ラボックの『文化史』を学ぶ。またジョン・フィスク（ハーバード大学哲学教授）にも個人的に教示を受け、ハーバード・スペンサーについて学んでいる。
学外では著名な政治家・議員・文学者・哲学者・ジャーナリスト等の知識人と交際。在学中に大学のOBである、セオドア・ルーズベルトと面識を得る。また、上院議員チャールズ・サムナーの発言からエドマンド・バークの存在を知り、サムナーの愛読書でもあったバークの著作に親しむようになった。
ハーバード大学を卒業し、Bachelor of Lawsの学位を受領。

### 帰国後

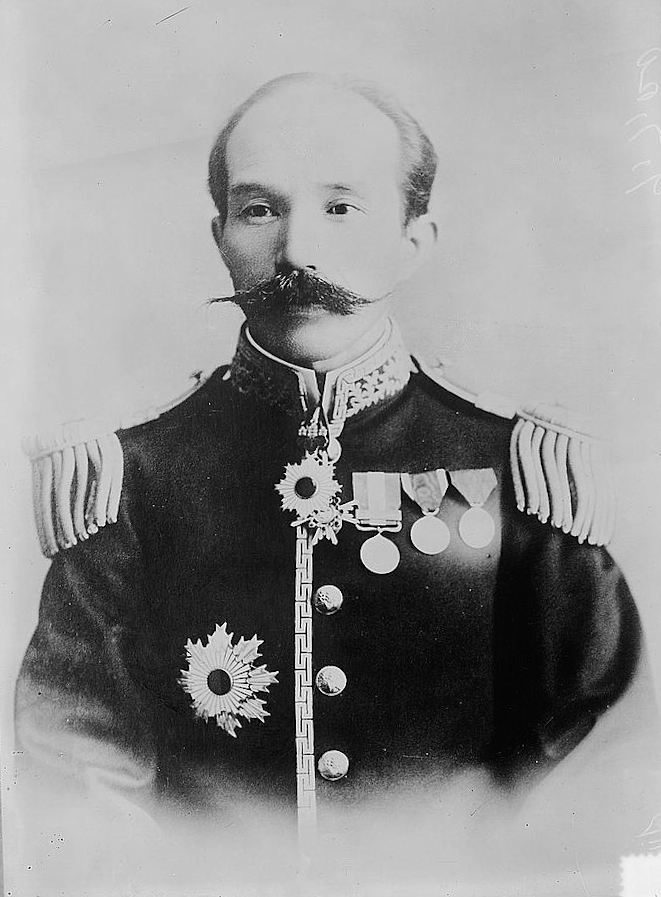
金子堅太郎（1905年頃）

都市民権政社の社員となる。この頃、小野梓、馬場辰猪らと「共存同衆」に所属して、英米法制度に関する論文作成、陪審員制度の提案、憲法私案の作成、演説会・講演会などをして活発に自由民権運動を行う。
1880年（明治13年）、嚶鳴社の同志・河津祐之と沼間守一の紹介で元老院に出仕。同年、青森県令・山田秀典の次女・弥寿子と結婚。
当時のルソー的な自由民権派に対抗する保守漸進の理論がないか元老院副議長の佐々木高行から質問があり、これに答えてエドマンド・バークの名を挙げ、その著作のうち『フランス革命の省察』『新ウィッグから旧ウィッグへの上訴』の2書を名著として紹介する。やがてこれが元田永孚の目を経て、明治天皇に奉呈される。また毎週日曜に参議の山田顕義にバークについて講義する。後にこの2書を抄訳し、保守主義の政治思想をまとめた『政治論略』を刊行する。
元老院権閣の総理秘書官に就任、のちに大書記官に昇格。この頃、北海道視察の後に開拓に関する建白書を政府に建議。建白書では、網走集治監（網走刑務所）の囚人（思想犯多数）を開拓や道路建設に従事させるように提案した。
元老院総理秘書官ののち、太政官権大書記官兼元老院権大書記官、次いで制度取調局御用掛となる。

### 伊藤博文内閣のもとで

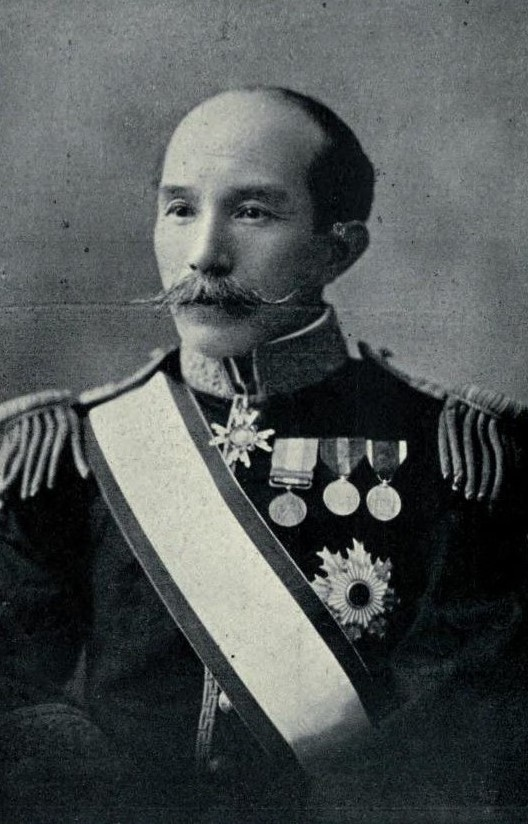
1910年頃

1885年以降、内閣総理大臣秘書官として、伊藤博文のもとで井上毅、伊東巳代治らとともに大日本帝国憲法・皇室典範、諸法典の起草にあたる。
1887年（明治20年）12月には、福澤諭吉とともにアメリカ・ユニテリアン協会からアーサー・メイ・ナップ牧師を招聘し、ユニテリアン主義の布教ミッションのための調査活動開始を支援した。
1889年（明治22年）から翌年にかけて、欧米諸国を視察した。帰国後、日本法律学校（現在の日本大学）初代校長就任。貴族院勅選議員、初代貴族院書記官長。さらに、国際公法学会会員としてスイス・ジュネーヴでの国際会議に出席。
それからは、第2次伊藤内閣の農商務次官、第3次伊藤内閣の農商務大臣、第4次伊藤内閣・司法大臣を歴任。農商務次官在任中に製鉄事業調査会の委員長を務め、官営八幡製鐵所の設置を決めている。

### 日露戦争時の日米友好親善
1904年（明治37年）、第1次桂内閣はロシアとの開戦を決意し、同年2月日露戦争が勃発すると、ハーバード留学時代にセオドア・ルーズベルトアメリカ大統領と面識があった金子は、伊藤博文枢密院議長の説得を受けて同月末出帆の船で渡米、ルーズベルト大統領に常に接触するのみならず、全米各地で講演を行い、アメリカ世論に日本の立場を訴えた。
「日本は領土的野心のために戦っているのではない。ペリー提督がもたらした門戸開放のために戦っている。将来は世界皆兄弟という東洋西洋の聖教の本旨を実現させる希望を日本人は抱いている」
1905年（明治38年）8月、ポーツマス会議（第7回本会議）において、償金問題と樺太割譲問題で日露双方の意見が対立して交渉が暗礁に乗り上げたとき、外相でもあった小村壽太郎全権より依頼を受け、ルーズベルト大統領と会見してその援助を求め、講和の成立に貢献している。金子が帰国したのは、同年10月のことであった。

### 晩年
1906年（明治39年）には枢密顧問官に任じられ、自ら「憲法の番人」と称した。
日露戦争後は、枢密顧問官のほか、日本大博覧会会長、日本速記会会長、語学協会総裁、東京大博覧会会長を歴任。この間、子爵に叙爵される。また、後の維新史編纂会の発足に関わり、臨時帝室編修局総裁、『明治天皇紀』編纂局総裁、維新史料編纂会総裁、帝室編纂局総裁などを歴任し、『明治天皇紀』完成の功により伯爵に昇爵、さらに『維新史』を奉呈する。東京上野日本美術協会で大橋翠石百幅展の発起人として開催する。勲一等旭日桐花大綬章を受ける。
生涯にわたり、日米友好のために尽力しており、上述のジュネーヴ国際会議出席後はアメリカを経て帰国しており、帰国後、渡米中に調査したことをまとめて「トラストの利害」「米国経済と日本興業銀行」等を発表。日本において憲法制定の功により男爵となった後、ハーバード大学から憲法制定等の功績により名誉法学博士号(L.L.D)を受けている。米友協会会長、日米協会会長を歴任した後、賀川豊彦・松田竹千代・三木武夫らとともに「日米同志会」を立ち上げて会長となる。晩年には日米開戦を憂慮していた。
1942年（昭和17年）5月16日、腎盂膀胱炎のため療養先の神奈川県の葉山別邸、恩賜松荘にて死去。享年90。葬儀は同月20日、築地本願寺で原嘉道（枢密院議長）が葬儀委員長となって行われた。墓所は青山霊園(1ロ7-5)。

## 年譜
※日付は明治5年までは旧暦
- 嘉永6年（1853年）2月4日、福岡藩藩士・金子清蔵直道の長男として、筑前国早良郡鳥飼村字四反田に生まれる。幼名は徳太郎。
- 万延元年（1860年）、金山和蔵に師事。
- 文久元年（1861年）、正木昌陽に師事。
- 文久3年（1863年）1月、藩校修猷館に学ぶ。
- 慶応4年（1868年）4月、父・清蔵を亡くし、家督を相続するが士籍を失う。銃手組に編入され、鉄砲大頭役所使番、中番、勘定所給仕を経て、銃手組の株を購入。
- 明治2年（1869年）2月、永代士分に列せられ、秋月藩へ遊学。
- 明治3年（1870年）7月、東京遊学。
- 明治4年（1871年）
  - 1月、藤野正啓の漢学塾に所属。
  - 11月、岩倉使節団に同行し、アメリカ留学。
- 明治5年（1872年）
  - アップルトン街に下宿して英語習得に励む。
  - 9月 Rice grammar school（小学校レベル）に4年生として編入。
- 明治6年（1873年）社交性を発揮してダンスに熱心になる。
- 明治7年（1874年）
  - 4月 同学卒業。卒業生代表として演説する。
  - 9月 English High School 2年生に編入。
- 1876年（明治9年）
  - 2月、ハーバード大学入学準備に入り、上記学校を自己退学し、弁護士オリバー・ホームズに師事し、ヘンリー・スイフトとラスル・クレイの共同法律事務所に通い勉強する。
  - 10月、ハーバード大学入学。留学生仲間の伊沢修二とともに日本人として初めて電話を使う。
- 1878年（明治11年）
  - 6月、ハーバード大学卒業。
  - 9月、帰国後、都市民権政社の社員を務め、慶應義塾夜間法律科講師となる。
  - 12月、のち東京大学予備門英語教員となる。この頃、共存同衆や嚶鳴社に所属し、英米法制度に関する論文作成、陪審員制度の提案、憲法私案の作成、民権運動に参加。
- 1880年（明治13年）1月、河津祐之と沼間守一紹介で元老院に出仕。
  - 4月、元老院権少書記官となる。この頃、元老院副議長・佐々木高行に勧められ、『政治論略』を著す。
  - 9月、外部に別の学校として、一年で閉鎖された同科（夜間法律科）、三汊塾の法律経済科、東京攻法館の法律科の三者を統合して移した旧制専修学校の立案・運営に深く参画し、「私擬憲法意見」を起草したが、政府内での軋轢を恐れて講師として出講しなかった[10]。
  - 11月、山田弥寿子と結婚。
  - 開拓使官有物払下げ事件に関与。
- 1881年（明治14年）、明治十四年の政変に関与。
- 1882年（明治15年）12月、元老院総理秘書官に就任。
- 1884年（明治17年）4月、元老院権大書記官に就任し、同年、太政官権大書記官を兼ねる。制度取調局御用掛。
- 1885年（明治18年）、北海道視察（7月 - 9月）。視察中に月形潔から提案された内容をもとに、視察後、開拓に関する建白書「北海道三県巡視復命書」を政府に建議[3]。
  - 12月、内閣総理大臣秘書官。
- 1886年（明治19年）、帝国大学法科大学講師として行政法講座を開始（1888年まで）。
  - 5月、伊藤博文のもとで井上毅・伊東巳代治らとともに大日本帝国憲法・皇室典範・諸法典草案の作成に参与。
- 1888年（明治21年）4月、枢密院書記官兼議長秘書官。
- 1889年（明治22年）7月、欧米諸国視察。日本法律学校（日本大学の前身）初代校長就任（1893年（明治26年）辞任）。
- 1890年（明治23年）
  - 6月、帰国。
  - 9月29日 貴族院勅選議員[11]
  - 10月 初代貴族院書記官長。
- 1891年（明治24年）11月17日 貴族院勅選議員辞任[12]
- 1892年（明治25年）6月、国際公法学会会員としてジュネーヴ国際会議に出席。その後、アメリカへ立ち寄り、同年11月帰国。
- 1894年（明治27年）
  - 1月、第2次伊藤内閣の農商務次官就任。
- 4月18日 貴族院勅選議員[13]
- 1898年（明治31年）4月、第3次伊藤内閣の農商務大臣就任。
- 1899年（明治32年）
  - 5月、ハーバード大学から名誉法学博士号(L.L.D)を授与される。
  - 7月、帰国。帰国後、渡米中の調査をもとに「トラストの利害」「米国経済と日本興業銀行」等を発表。東京株式取引所理事長に就任。
- 1900年（明治33年）
  - 5月、憲法制定の功績により男爵に叙爵。
  - 10月、第4次伊藤内閣の司法大臣就任。米友協会会長に就任。
- 1904年（明治37年）2月、渡米し、日露戦争についてセオドア・ルーズベルト大統領と交渉（翌年10月帰国）。
- 1906年（明治39年）
  - 1月、枢密顧問官に就任。
  - 1月23日 貴族院勅選議員辞任[14]
- 1907年（明治40年）、子爵。日本大博覧会会長、日本速記会会長に就任。
- 1908年（明治41年）、語学協会総裁、東京大博覧会会長に就任。
- 1910年（明治43年）、後の維新史編纂会の発足に関わる。
- 1914年（大正3年）、臨時帝室編修局総裁。
- 1915年（大正4年）、「明治天皇紀」編纂局総裁、維新史料編纂会総裁に就任。
- 1917年（大正6年）、日米協会会長就任。
- 1922年（大正11年）、帝室編纂局総裁に就任。
- 1927年（昭和2年）、上野公園の日本美術協会で大橋翠石百幅展の発起人の一人として参加。
- 1929年（昭和4年）- 日本美術協会の会頭、大日本窯業協会の会頭を務める[15]。
- 1932年（昭和5年）、二松學舍第4代舎長に就任。
- 1938年（昭和13年）、前年の「明治天皇紀」完成の功により伯爵に昇爵。賀川豊彦・松田竹千代・三木武夫らとともに「日米同志会」を立ち上げて会長となる。
- 1941年（昭和16年）、「維新史」奉呈。朝河貫一から日米開戦の回避を求める書簡が送られる。
- 1942年（昭和17年）5月16日、永眠（89歳）

## 栄典
位階
- 1880年（明治13年）6月8日 - 正七位[16]
- 1881年（明治14年）4月25日 - 従六位[16]
- 1882年（明治15年）2月17日 - 正六位[16]
- 1884年（明治17年）7月24日 - 従五位[16][17]
- 1890年（明治23年）6月11日 - 従四位[16][18]
- 1895年（明治28年）9月20日 - 正四位[16][19]
- 1897年（明治30年）5月31日 - 従三位[16][20]
- 1898年（明治31年）5月10日 - 正三位[16][21]
- 1912年（明治45年）4月20日 - 従二位[16][22]
- 1927年（昭和2年）12月15日 - 正二位[16][23]
- 1942年（昭和17年）5月16日 - 従一位[16][24]

爵位
- 1900年（明治33年）5月9日 - 男爵[16][25]
- 1907年（明治40年）9月23日 - 子爵[16][26]
- 1934年（昭和9年）1月4日 - 伯爵[27]

勲章等
| 受章年                     | 略綬 | 勲章名                   | 備考 |
| -------------------------- | ---- | ------------------------ | ---- |
| 1889年（明治22年）3月5日   |      | 勲五等瑞宝章             |      |
| 1889年（明治22年）11月29日 |      | 大日本帝国憲法発布記念章 |      |
| 1890年（明治23年）12月26日 |      | 勲四等瑞宝章             |      |
| 1891年（明治24年）3月18日  |      | 旭日小綬章               |      |
| 1894年（明治27年）6月19日  |      | 勲三等瑞宝章             |      |
| 1895年（明治28年）11月18日 |      | 明治二十七八年従軍記章   |      |
| 1896年（明治29年）3月28日  |      | 勲二等旭日重光章         |      |
| 1898年（明治31年）6月29日  |      | 銀杯一組                 |      |
| 1906年（明治39年）4月1日   |      | 勲一等旭日大綬章         |      |
| 1912年（大正元年）8月1日   |      | 韓国併合記念章           |      |
| 1915年（大正4年）11月10日  |      | 大礼記念章（大正）       |      |
| 1920年（大正9年）9月7日    |      | 金杯一組                 |      |
| 1922年（大正11年）1月10日  |      | 御紋付銀杯               |      |
| 1928年（昭和3年）11月10日  |      | 旭日桐花大綬章           |      |
| 1928年（昭和3年）11月10日  |      | 大礼記念章（昭和）       |      |
| 1931年（昭和6年）3月20日   |      | 帝都復興記念章           |      |
| 1932年（昭和7年）1月14日   |      | 御紋付銀杯               |      |
| 1934年（昭和9年）4月29日   |      | 金杯一組                 |      |
| 1937年（昭和12年）12月27日 |      | 金杯一個                 |      |
| 1940年（昭和15年）8月15日  |      | 紀元二千六百年祝典記念章 |      |
| 1942年（昭和17年）5月16日  |      | 大勲位菊花大綬章         |      |

外国勲章佩用允許
| 受章年                   | 国籍     | 略綬 | 勲章名             | 備考 |
| ------------------------ | -------- | ---- | ------------------ | ---- |
| 1934年（昭和9年）3月1日  | 満州帝国 |      | 大満洲国建国功労章 |      |
| 1938年（昭和13年）7月9日 | 満州帝国 |      | 勲一位龍光大綬章   |      |

## 親族
- 長女：キヨ（1888年 - 1923年） - 川崎肇と結婚、関東大震災で死去
- 長男：武麿（1897年 - 1959年） - 爵位相続、伯爵
- 次女：文子（1918年 - ?）
- 次男：直忠（1923年 - ?）
- 妹：ヨシ（1864年 - 1938年） - 團琢磨と結婚[42]

|  |  |  |  |  |  |  |  |                  |                  |                  |                  |                  |                  |  |  | 服部金太郎        | 服部金太郎        | 服部金太郎        | 服部金太郎        | 服部金太郎        | 服部金太郎        |  |  | 服部玄三   | 服部玄三   | 服部玄三   | 服部玄三   | 服部玄三   | 服部玄三   |  |  | 服部禮次郎 | 服部禮次郎 | 服部禮次郎 | 服部禮次郎 | 服部禮次郎 | 服部禮次郎 |  |  | 服部譲二 | 服部譲二 | 服部譲二 | 服部譲二 | 服部譲二 | 服部譲二 |  |  |        |        |        |        |        |        |  |  |  |  |  |  |  |  |  |  |  |  |  |  |
|  |  |  |  |  |  |  |  |                  |                  |                  |                  |                  |                  |  |  | 服部金太郎        | 服部金太郎        | 服部金太郎        | 服部金太郎        | 服部金太郎        | 服部金太郎        |  |  | 服部玄三   | 服部玄三   | 服部玄三   | 服部玄三   | 服部玄三   | 服部玄三   |  |  | 服部禮次郎 | 服部禮次郎 | 服部禮次郎 | 服部禮次郎 | 服部禮次郎 | 服部禮次郎 |  |  | 服部譲二 | 服部譲二 | 服部譲二 | 服部譲二 | 服部譲二 | 服部譲二 |  |  |        |        |        |        |        |        |  |  |  |  |  |  |  |  |  |  |  |  |  |  |
|  |  |  |  |  |  |  |  |                  |                  |                  |                  |                  |                  |  |  |                   |                   |                   |                   |                   |                   |  |  |            |            |            |            |            |            |  |  |            |            |            |            |            |            |  |  |          |          |          |          |          |          |  |  |        |        |        |        |        |        |  |  |  |  |  |  |  |  |  |  |  |  |  |  |
|  |  |  |  |  |  |  |  |                  |                  |                  |                  |                  |                  |  |  | 上野季三郎        | 上野季三郎        | 上野季三郎        | 上野季三郎        | 上野季三郎        | 上野季三郎        |  |  | 英子       | 英子       | 英子       | 英子       | 英子       | 英子       |  |  |            |            |            |            |            |            |  |  |          |          |          |          |          |          |  |  |        |        |        |        |        |        |  |  |  |  |  |  |  |  |  |  |  |  |  |  |
|  |  |  |  |  |  |  |  |                  |                  |                  |                  |                  |                  |  |  | 上野季三郎        | 上野季三郎        | 上野季三郎        | 上野季三郎        | 上野季三郎        | 上野季三郎        |  |  | 英子       | 英子       | 英子       | 英子       | 英子       | 英子       |  |  |            |            |            |            |            |            |  |  |          |          |          |          |          |          |  |  |        |        |        |        |        |        |  |  |  |  |  |  |  |  |  |  |  |  |  |  |
|  |  |  |  |  |  |  |  |                  |                  |                  |                  |                  |                  |  |  |                   |                   |                   |                   |                   |                   |  |  | 美智子     |            |            |            |            |            |  |  |            |            |            |            |            |            |  |  |          |          |          |          |          |          |  |  |        |        |        |        |        |        |  |  |  |  |  |  |  |  |  |  |  |  |  |  |
|  |  |  |  |  |  |  |  |                  |                  |                  |                  |                  |                  |  |  |                   |                   |                   |                   |                   |                   |  |  |            |            |            |            |            |            |  |  |            |            |            |            |            |            |  |  |          |          |          |          |          |          |  |  |        |        |        |        |        |        |  |  |  |  |  |  |  |  |  |  |  |  |  |  |
|  |  |  |  |  |  |  |  |                  |                  |                  |                  |                  |                  |  |  | 團琢磨            | 團琢磨            | 團琢磨            | 團琢磨            | 團琢磨            | 團琢磨            |  |  |            |            |            |            |            |            |  |  | 團伊玖磨   | 團伊玖磨   | 團伊玖磨   | 團伊玖磨   | 團伊玖磨   | 團伊玖磨   |  |  | 團紀彦   | 團紀彦   | 團紀彦   | 團紀彦   | 團紀彦   | 團紀彦   |  |  | 團遥香 | 團遥香 | 團遥香 | 團遥香 | 團遥香 | 團遥香 |  |  |  |  |  |  |  |  |  |  |  |  |  |  |
|  |  |  |  |  |  |  |  |                  |                  |                  |                  |                  |                  |  |  | 團琢磨            | 團琢磨            | 團琢磨            | 團琢磨            | 團琢磨            | 團琢磨            |  |  |            |            |            |            |            |            |  |  | 團伊玖磨   | 團伊玖磨   | 團伊玖磨   | 團伊玖磨   | 團伊玖磨   | 團伊玖磨   |  |  | 團紀彦   | 團紀彦   | 團紀彦   | 團紀彦   | 團紀彦   | 團紀彦   |  |  | 團遥香 | 團遥香 | 團遥香 | 團遥香 | 團遥香 | 團遥香 |  |  |  |  |  |  |  |  |  |  |  |  |  |  |
|  |  |  |  |  |  |  |  |                  |                  |                  |                  |                  |                  |  |  |                   |                   |                   |                   |                   |                   |  |  | 團伊能     |            |            |            |            |            |  |  |            |            |            |            |            |            |  |  |          |          |          |          |          |          |  |  |        |        |        |        |        |        |  |  |  |  |  |  |  |  |  |  |  |  |  |  |
|  |  |  |  |  |  |  |  |                  |                  |                  |                  |                  |                  |  |  |                   |                   |                   |                   |                   |                   |  |  |            |            |            |            |            |            |  |  |            |            |            |            |            |            |  |  |          |          |          |          |          |          |  |  |        |        |        |        |        |        |  |  |  |  |  |  |  |  |  |  |  |  |  |  |
|  |  |  |  |  |  |  |  |                  |                  |                  |                  |                  |                  |  |  | 芳子              |                   |                   |                   |                   |                   |  |  |            |            |            |            |            |            |  |  |            |            |            |            |            |            |  |  |          |          |          |          |          |          |  |  |        |        |        |        |        |        |  |  |  |  |  |  |  |  |  |  |  |  |  |  |
|  |  |  |  |  |  |  |  |                  |                  |                  |                  |                  |                  |  |  |                   |                   |                   |                   |                   |                   |  |  |            |            |            |            |            |            |  |  |            |            |            |            |            |            |  |  |          |          |          |          |          |          |  |  |        |        |        |        |        |        |  |  |  |  |  |  |  |  |  |  |  |  |  |  |
|  |  |  |  |  |  |  |  |                  |                  |                  |                  |                  |                  |  |  | 金子堅太郎        | 金子堅太郎        | 金子堅太郎        | 金子堅太郎        | 金子堅太郎        | 金子堅太郎        |  |  | 金子武麿   | 金子武麿   | 金子武麿   | 金子武麿   | 金子武麿   | 金子武麿   |  |  |            |            |            |            |            |            |  |  |          |          |          |          |          |          |  |  |        |        |        |        |        |        |  |  |  |  |  |  |  |  |  |  |  |  |  |  |
|  |  |  |  |  |  |  |  |                  |                  |                  |                  |                  |                  |  |  | 金子堅太郎        | 金子堅太郎        | 金子堅太郎        | 金子堅太郎        | 金子堅太郎        | 金子堅太郎        |  |  | 金子武麿   | 金子武麿   | 金子武麿   | 金子武麿   | 金子武麿   | 金子武麿   |  |  |            |            |            |            |            |            |  |  |          |          |          |          |          |          |  |  |        |        |        |        |        |        |  |  |  |  |  |  |  |  |  |  |  |  |  |  |
|  |  |  |  |  |  |  |  |                  |                  |                  |                  |                  |                  |  |  |                   |                   |                   |                   |                   |                   |  |  | キヨ       |            |            |            |            |            |  |  |            |            |            |            |            |            |  |  |          |          |          |          |          |          |  |  |        |        |        |        |        |        |  |  |  |  |  |  |  |  |  |  |  |  |  |  |
|  |  |  |  |  |  |  |  |                  |                  |                  |                  |                  |                  |  |  |                   |                   |                   |                   |                   |                   |  |  |            |            |            |            |            |            |  |  |            |            |            |            |            |            |  |  |          |          |          |          |          |          |  |  |        |        |        |        |        |        |  |  |  |  |  |  |  |  |  |  |  |  |  |  |
|  |  |  |  |  |  |  |  |                  |                  |                  |                  |                  |                  |  |  |                   |                   |                   |                   |                   |                   |  |  |            |            |            |            |            |            |  |  |            |            |            |            |            |            |  |  |          |          |          |          |          |          |  |  |        |        |        |        |        |        |  |  |  |  |  |  |  |  |  |  |  |  |  |  |
|  |  |  |  |  |  |  |  |                  |                  |                  |                  |                  |                  |  |  | なか              | なか              | なか              | なか              | なか              | なか              |  |  | 川崎肇     | 川崎肇     | 川崎肇     | 川崎肇     | 川崎肇     | 川崎肇     |  |  |            |            |            |            |            |            |  |  |          |          |          |          |          |          |  |  |        |        |        |        |        |        |  |  |  |  |  |  |  |  |  |  |  |  |  |  |
|  |  |  |  |  |  |  |  |                  |                  |                  |                  |                  |                  |  |  | なか              | なか              | なか              | なか              | なか              | なか              |  |  | 川崎肇     | 川崎肇     | 川崎肇     | 川崎肇     | 川崎肇     | 川崎肇     |  |  |            |            |            |            |            |            |  |  |          |          |          |          |          |          |  |  |        |        |        |        |        |        |  |  |  |  |  |  |  |  |  |  |  |  |  |  |
|  |  |  |  |  |  |  |  | 初代川崎八右衛門 | 初代川崎八右衛門 | 初代川崎八右衛門 | 初代川崎八右衛門 | 初代川崎八右衛門 | 初代川崎八右衛門 |  |  | 2代目川崎八右衛門 | 2代目川崎八右衛門 | 2代目川崎八右衛門 | 2代目川崎八右衛門 | 2代目川崎八右衛門 | 2代目川崎八右衛門 |  |  | 川崎守之助 | 川崎守之助 | 川崎守之助 | 川崎守之助 | 川崎守之助 | 川崎守之助 |  |  |            |            |            |            |            |            |  |  |          |          |          |          |          |          |  |  |        |        |        |        |        |        |  |  |  |  |  |  |  |  |  |  |  |  |  |  |
|  |  |  |  |  |  |  |  | 初代川崎八右衛門 | 初代川崎八右衛門 | 初代川崎八右衛門 | 初代川崎八右衛門 | 初代川崎八右衛門 | 初代川崎八右衛門 |  |  | 2代目川崎八右衛門 | 2代目川崎八右衛門 | 2代目川崎八右衛門 | 2代目川崎八右衛門 | 2代目川崎八右衛門 | 2代目川崎八右衛門 |  |  | 川崎守之助 | 川崎守之助 | 川崎守之助 | 川崎守之助 | 川崎守之助 | 川崎守之助 |  |  |            |            |            |            |            |            |  |  |          |          |          |          |          |          |  |  |        |        |        |        |        |        |  |  |  |  |  |  |  |  |  |  |  |  |  |  |

## 逸話
- 金子は、留学当初は海軍軍人を目指しており、アナポリス海軍兵学校への入学を志望していた。病臥の折り、米国人医師から、とくに身体が頑強というわけではないので海軍軍人の家柄でないのならばやめた方がいいと忠告され、法学に針路を変え、ハーバードに入学したという[注釈 3]。1889年（明治22年）から翌年にかけての外遊で、欧米名士に面会の際、大日本帝国憲法と日本の議会運営についての意見を求めると同時に、日本海軍についての意見を聴取し、帰国後、報告しているのは、留学時代の当初の希望だった海軍への関心が持続していることを示す[43]。ボストンを発ち帰国の途に就く際、同地で直前に出版されたアルフレッド・セイヤー・マハン『海上権力史論』原書初版を購入し、持ち帰った。これが、マハンのシーパワー論が日本に紹介される発端となった[44]。
- 1877年ハーバード大学の時事問題討論会において、アイリッシュ系学生が盛んに中国人を攻撃し、中国人を米国から追放すると主張したのに対して、「同じく東亜同種の人として憤慨に堪へざれば起立し支那人逐放法は米支条約違反なるのみならず、人道に背き米国建国の主義に反する」としてその理由を詳細に陳述したという[45]。このころ米国で排華運動が高まっており、1880年には中国人の米国移住が停止され、1882年に中国人排斥法が制定された。
- 日露戦争中、世界的にも海軍戦術論の大家として知られる敵将ステパン・マカロフの戦死を知った金子は、演説の中でその死に触れて哀悼の意を表した。そのコメントが新聞に取り上げられたことで、アメリカ世論からの広範な日本への支持を取り付けることに成功した[46][47]。
- 留学中にアレクサンダー・グラハム・ベルが電話を発明したことを聞きつけ伊沢修二と共にグラハム下宿先を訪問した。グラハムは電話の実用化に向けてスポンサーを探しており、外国人が興味を持ったことを喜んで2人に通話を体験させた。なお金子の回想によると英語以外の通話としてもこれが初だと説明を受けたという。日露戦争時に金子が外貨獲得に動いた際、グラハムはアメリカの要人に金子と伊沢から聞いた日本の実情を説明し募債に協力している[48]。
- ハーバード大学を同年に卒業したアーネスト・フェノロサが日本の美術に興味を持つきっかけを作り、フェロノサから本格的に日本美術を研究するには誰に師事すべきか質問され、黒川真頼と小中村清矩に学ぶことを推薦し、フェロノサは二人に学ぶこととなった[49]。
- 主著に『政治論略』がある。これはエドマンド・バークの日本語初訳である。他に、福岡藩祖黒田孝高を顕彰した『黒田如水傳』など。

## 著書

### 単著
- 『本邦法令摘要』弘道書院、1885年2月。NDLJP:788106。
- 『議院建築意見』金子堅太郎、1891年2月。NDLJP:846196。
- 『予算費額増加ノ得失』金子堅太郎、1892年6月。NDLJP:903756。
- 『欧洲ニ於ケル日本米』望月正利、1895年11月。NDLJP:901190。
- 『戦後経済の方針及機関』金子堅太郎、1895年12月。NDLJP:799445。
- 『農商工高等会議ニ於テ海外貿易ニ関スル金子農商務次官ノ演説』農商工高等会議、1896年11月。NDLJP:901349。
- 『巴里万国大博覧会に対する方針』臨時博覧会事務局、1897年2月。NDLJP:801815。
- 『貴族ノ財産維持法』鈴木重雄、1897年6月。NDLJP:799659。
- 『貴族論』鈴木重雄、1899年6月。NDLJP:798439。
- 『米国経済事情と日本興業銀行』小椙吉次郎、1899年11月。NDLJP:799539。
- 『遊米見聞録』水上梅彦記述、八尾書店、1900年3月。NDLJP:767449。
- 『織物に関する演説』中央織物協会、1900年6月。NDLJP:847782。
- 『経済政策』大倉書店、1902年11月。NDLJP:799208。
- 『日本教育之将来』弘道館、1906年5月。NDLJP:809136。
- 『国家存立の原則』白鳥斯文閣、1907年6月。NDLJP:783104。
- 『日本大博覧会経営ノ方針』日本大博覧会事務局、1908年1月。NDLJP:801803。
- 『黒田如水伝』博文館、1916年3月。NDLJP:950970 NDLJP:1917589。
  - 『黒田如水伝』文献出版、1976年11月。
- 『日露戦役に関する金子子爵の講演』佐多猛、1926年9月。NDLJP:918221。
- 『日露戦役秘録』博文館、1929年1月。
  - 石塚正英 編『日露戦争・日米外交秘録 金子堅太郎・回顧録』（改題新版）長崎出版、1986年4月。ISBN 9784930695437。
- 『憲法上の統帥権に就て』海軍大学校、1932年12月。
- 『日本モンロー主義と満洲』啓明会事務所〈紀要 第13号〉、1932年12月。
- 『帝国憲法制定の精神・欧米各国学者政治家の評論』文部省、1935年8月。NDLJP:1272164。
  - 『帝国憲法制定の精神・欧米各国学者政治家の評論』東京日日新聞発行所・大阪毎日新聞社、1935年9月。NDLJP:1269948。
  - 『帝国憲法制定の精神・欧米各国学者政治家の評論』皇道会出版部、1935年9月。NDLJP:1269950 NDLJP:1280131。
  - 『帝国憲法制定の精神・欧米各国学者政治家の評論』大日本図書、1935年9月。NDLJP:1275218。
  - 『帝国憲法制定の精神・欧米各国学者政治家の評論』青年教育普及会、1935年9月。NDLJP:1280125。
  - 『帝国憲法制定の精神・欧米各国学者政治家の評論』講演の友社、1935年9月。NDLJP:1282169。
  - 『帝国憲法制定の精神・欧米各国学者政治家の評論』京都府教育会、1935年10月。NDLJP:1274201。
- 『帝国憲法制定の精神』青年教育普及会〈国民精神総動員叢書 第2輯〉、1935年9月。
- 『帝国憲法制定の精神』選挙粛正中央聯盟、1936年2月。NDLJP:1278177。
- 『青年に対する希望』文友堂書店、1936年11月。NDLJP:1096554。
- 『教育勅語の由来と海外に於ける感化』大阪市、1936年11月。
- 『東洋の平和は亜細亜モンロー主義にあり』皇輝会、1937年11月。NDLJP:1456020。
- 『憲法制定と欧米人の評論』日本青年館、1937年11月。
  - 『憲法制定と欧米人の評論』金子伯爵功績顕彰会、1938年8月。
  - 『憲法制定と欧米人の評論』（復刻初版）呉PASS出版〈呉PASS復刻選書 26〉、2017年8月。ISBN 9784908182426。
- 『憲法発布五十年を回顧して』日本青年館、1938年3月。NDLJP:1270370。
- 平塚篤 編『伊藤公を語る』興文社、1939年10月。
- 『日本に還る』興亜日本社、1941年6月。NDLJP:1459091。
- 『欧米議院制度取調巡回記』尚友倶楽部〈憲政資料シリーズ〉、1998年12月。
  - 『欧米議院制度取調巡回記』大淵和憲校注、信山社出版〈日本憲法史叢書 6〉、2001年8月。ISBN 9784797250473。
- 『金子堅太郎自叙伝 第1集』日本大学精神文化研究所〈日本大学精神文化研究所研究叢書 11〉、2003年3月。
  - 『金子堅太郎自叙伝 第2集』日本大学精神文化研究所〈日本大学精神文化研究所研究叢書 12〉、2004年3月。

### 翻訳
- エドマンド、ボルク『政治論略』忠愛社、1881年10月。NDLJP:783349。

### 校閲
- ホワード・ビンセント 著、佐藤覚四郎 訳『讒謗法論』佐藤覚四郎、1883年5月。NDLJP:793998。
- クレーン 著、石原健三・木下新三郎 訳『政治学』冨山房、1891年5月。NDLJP:。
- 交通学館編纂 編『日本帝国交通集覧』渡辺書店、1897年1月。NDLJP:805517。

### 共著
- 藤波言忠、金子堅太郎『明治天皇の御事蹟と帝国憲法の制定』東京市〈社会教育叢書〉、1922年7月。
- 金子堅太郎『戊辰秘話』東京講演会〈講演 no.31〉、1928年2月。NDLJP:1094470。

### 著作集
- 高瀬暢彦編集 編『初代校長金子堅太郎著作集 第1集』日本大学精神文化研究所〈日本大学精神文化研究所研究叢書 3〉、1995年3月。
- 高瀬暢彦編集 編『初代校長金子堅太郎著作集 第2集』日本大学精神文化研究所〈日本大学精神文化研究所研究叢書 4〉、1996年3月。
- 高瀬暢彦編集 編『初代校長金子堅太郎著作集 第3集』日本大学精神文化研究所〈日本大学精神文化研究所研究叢書 5〉、1997年3月。
- 高瀬暢彦編集 編『初代校長金子堅太郎著作集 第4集』日本大学精神文化研究所〈日本大学精神文化研究所研究叢書 7〉、1999年3月。
- 高瀬暢彦編集 編『初代校長金子堅太郎著作集 第5集』日本大学精神文化研究所〈日本大学精神文化研究所研究叢書 13〉、2005年3月。
- 高瀬暢彦編集 編『初代校長金子堅太郎著作集 第6集』日本大学精神文化研究所〈日本大学精神文化研究所研究叢書 14〉、2006年3月。